# Camponotus hedwigae
Camponotus hedwigae é uma espécie de inseto do gênero Camponotus, pertencente à família Formicidae.